# Leopoldo Maccari
Leopoldo Maccari est un sculpteur italien ayant vécu au XIXe siècle. 
De faible renommée, il est tout de même reconnu pour la rénovation d'ouvrages antiques faisant partie du Pavement intérieur du Duomo de Sienne de la Cathédrale Santa Maria Assunta de Sienne, située en Italie. On peut citer La Louve siennoise entourée des symboles des cités alliées ou encore la Roue de la Fortune.

## Œuvres réalisées
Ses œuvres les plus connues restent donc ces deux pavements mais lui sont par ailleurs attribués plusieurs rénovations de maîtres-autels, comme par exemple dans la Basilique Saint-François (Sienne). On trouve ainsi dans ces travaux d'évidents rapports à la religion.

## Galerie

Lieux dans lesquels l'artiste a rénové des ouvrages antiques et les-dits ouvrages.
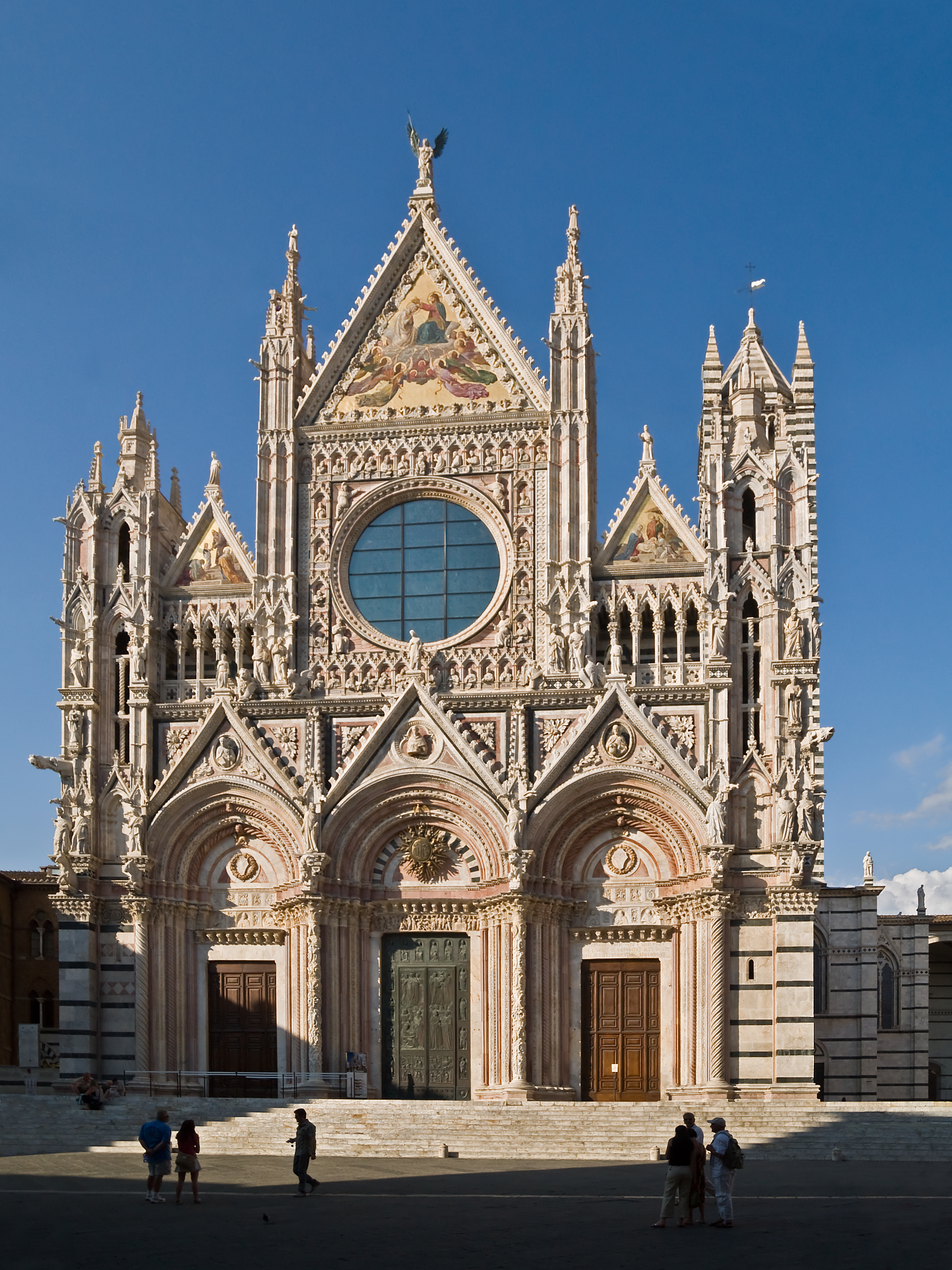
Cathédrale de Sienne, qui abrite les ouvrages de Maccari.
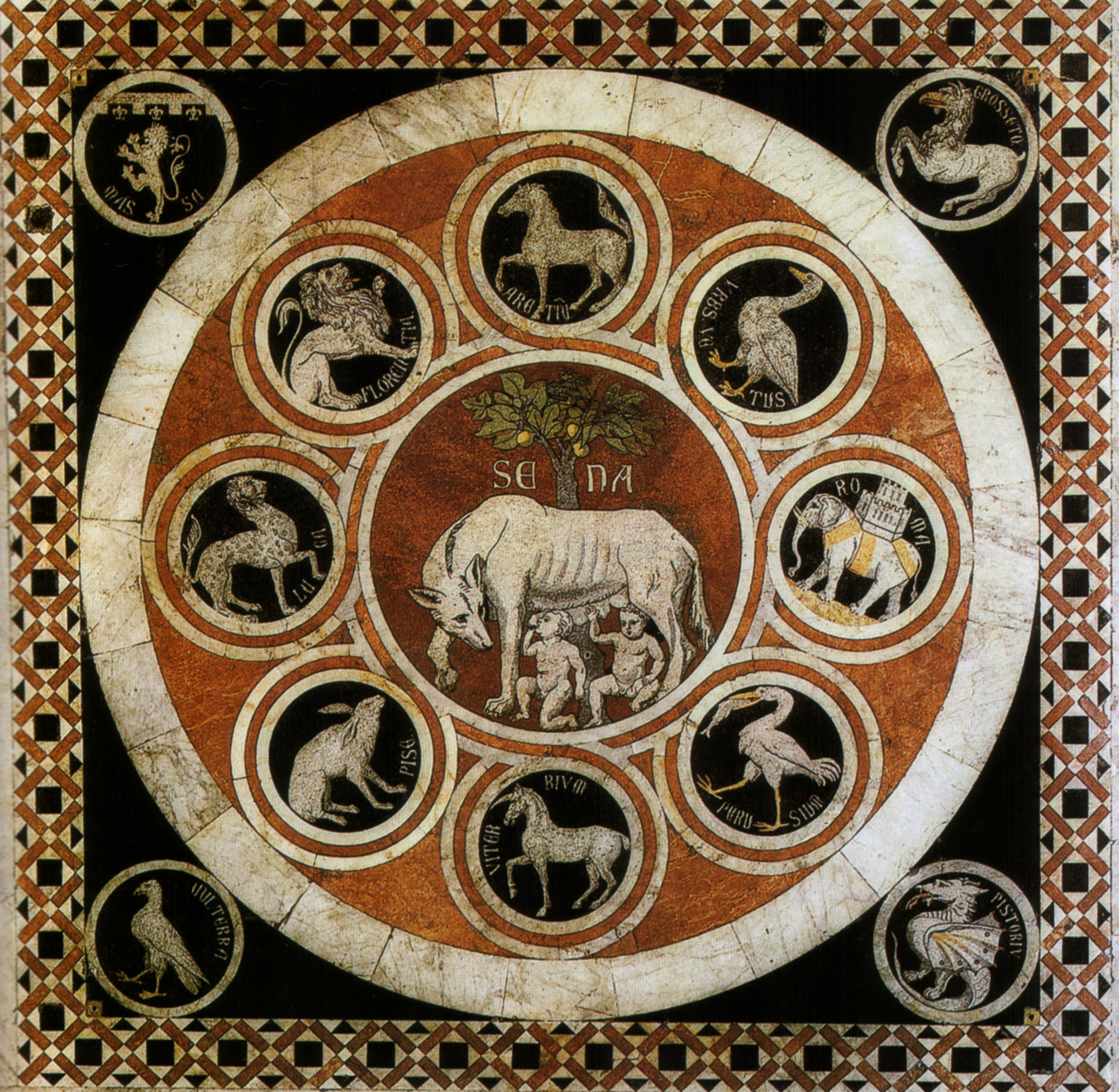
La Louve siennoise entourée des symboles des cités alliées
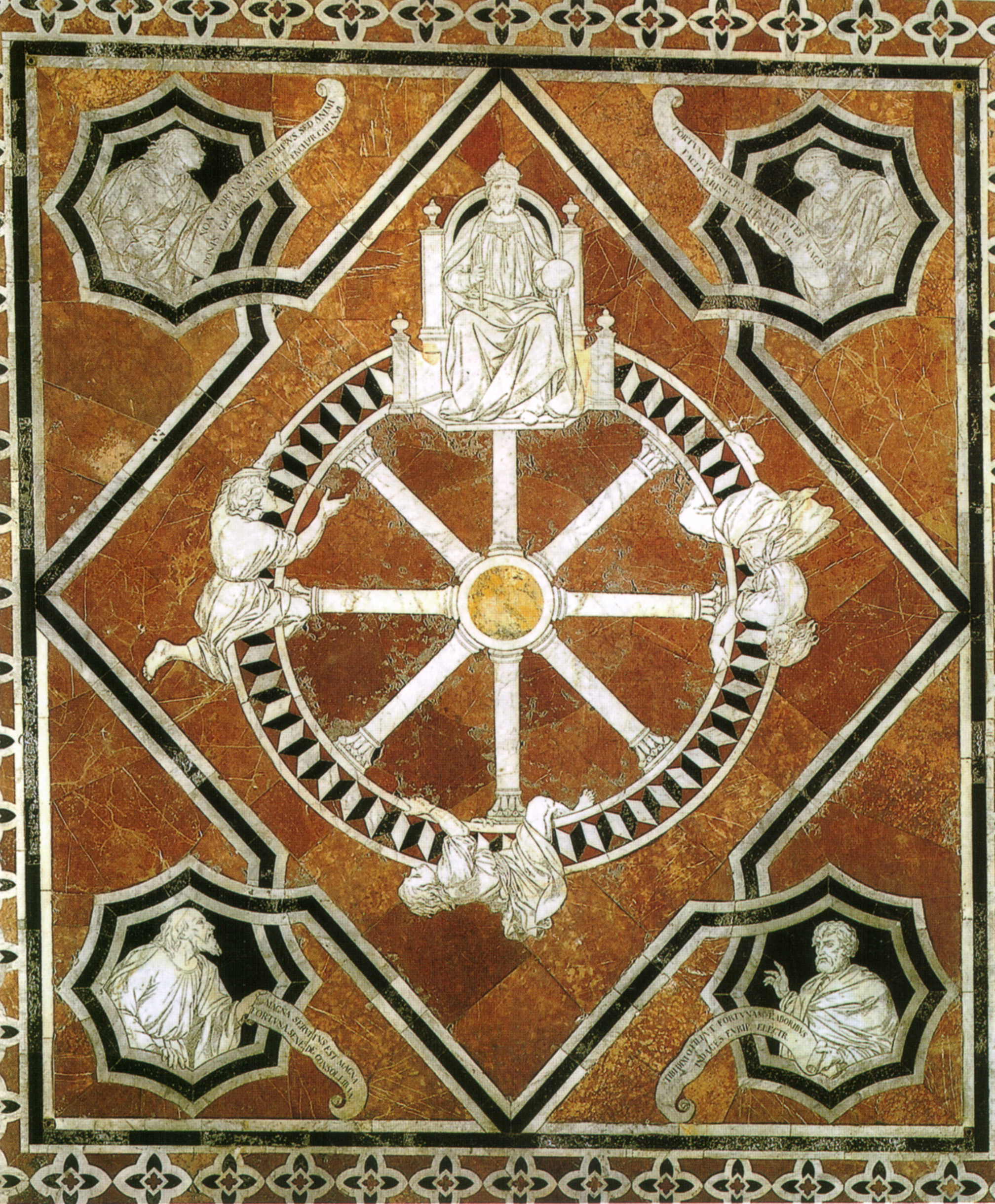
Roue de la Fortune
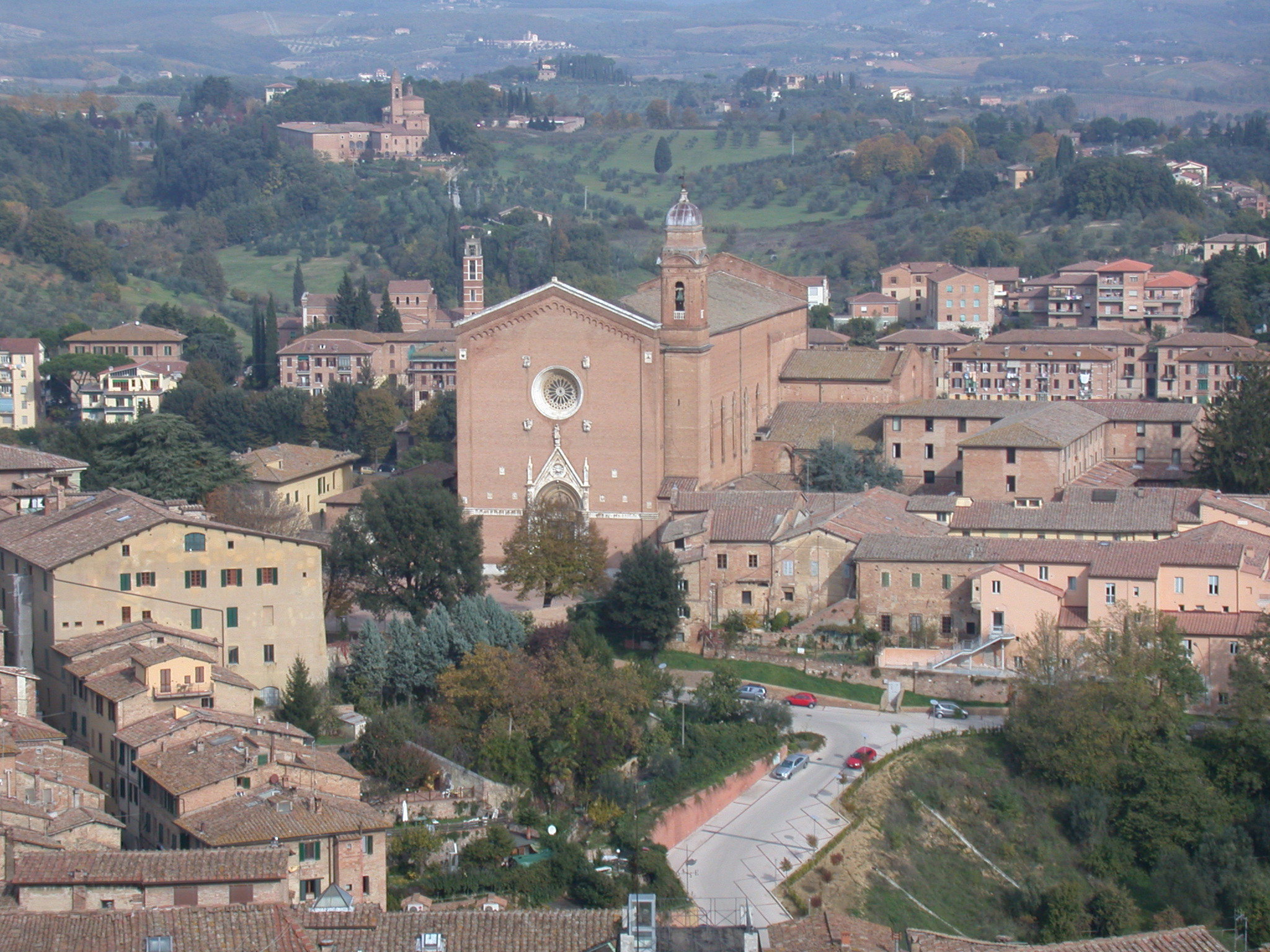
La Basilique Saint-François

## Sources
- https://www.trace-ta-route.com/cathedrale-duomo-sienne-italie/
- https://www.toscane-toscana.org/sienne-cathedrale.html